# لايتهاوس بوينت
لايتهاوس بوينت (بالإنجليزية: Lighthouse Point)‏ هي مدينة أمريكية تقع في ولاية فلوريدا. تبلغ مساحة هذه المدينة 6.2 (كم²)،ويبلغ عدد سكانها 10344 نسمة حسب إحصاء سنة 2010 م 10344.

## أعلام
- ميخائيل جريكو